# Chris Hoy
Pour les articles homonymes, voir Hoy.
 (février 2024).
Si vous disposez d'ouvrages ou d'articles de référence ou si vous connaissez des sites web de qualité traitant du thème abordé ici, merci de compléter l'article en donnant les références utiles à sa vérifiabilité et en les liant à la section « Notes et références ».
Chris Hoy, né le 23 mars 1976 à Édimbourg, est un coureur de cyclisme sur piste britannique. Avec ses six titres olympiques, il est le sportif britannique comptant le plus de médailles d'or avant que Jason Kenny ne le dépasse en remportant l'or en keirin durant les Jeux Olympiques de Tokyo.
Le 18 avril 2013 il annonce qu'il prend sa retraite sportive avec effet immédiat. En 2015, il est intronisé au Scottish Sports Hall of Fame.

## Biographie
Chris Hoy est un multiple champion du monde de cyclisme sur piste dans plusieurs disciplines, le keirin, le kilomètre, la vitesse par équipes et l'épreuve reine la vitesse individuelle.
Avant le cyclisme sur piste, Hoy pratiquait le BMX dans les rangs de l'équipe junior écossaise, avec laquelle il termina au deuxième rang dans le championnat de Grande-Bretagne en 1993.

### Années 1999-2007

#### Le kilomètre et la vitesse par équipes
Durant ces années, Hoy disputait principalement le kilomètre et la vitesse par équipes. C'est dans la vitesse par équipes qu'il remporte sa première médaille, une médaille d'argent lors des championnats du monde 1999. Cette épreuve implique pour les trois coureurs, qui partent simultanément, à remplir les trois tours de piste (1 tour : 250 mètres) le plus rapidement possible. Chaque coureur court un tour en tête, puis il se décale. Hoy est généralement le troisième homme dans l'équipe britannique, il s'occupe donc de conclure le troisième tour. Il est régulièrement aligné lors des championnats du monde et au fil des années, il eut comme coéquipier Craig MacLean, Ross Edgar, Jamie Staff, Jason Queally, Matthew Crampton et Jason Kenny. L'équipe remporte son  premier titre mondial en 2002 et Hoy s'adjuge également le titre du kilomètre. Depuis les championnats du monde 1999, l'équipe de la vitesse britannique a remporté une médaille chaque année, y compris un autre titre en 2005. L'équipe est opposée le plus souvent à l'équipe de France. Cette dernière est d'ailleurs invaincue face au Britannique (6 victoires à 0 en finale).
Hoy a également été longtemps le meilleur coureur du monde sur l'épreuve du kilomètre durant plusieurs années, avant de cesser de courir sur cette distance qui allait être retirée du programme des Jeux olympiques après les JO 2004. L'épreuve consiste à réaliser le plus vite possible un long sprint sur 1 kilomètre, soit 4 tours de piste. Il remporta son premier titre de champion du monde en 2002, suivie par d'autres titres en 2004, 2006 et 2007. Il a également remporté cette épreuve aux Jeux olympiques de 2004, son premier titre olympique.

#### L'après Athènes 2004
À la suite de la décision de retirer le kilomètre du programme olympique après les jeux de 2004, Chris a cherché à se développer dans d'autres épreuves. Le premier qu'il essaya fut le Keirin qui avait été choisi pour remplacer le kilomètre du programme olympique. L'épreuve comprend entre six et huit coureurs qui se placent derrière une petite moto (le derny) autour de la piste de 250 m sur 6,5 tours. La moto augmente lentement la vitesse au fil des tours, puis elle se décale et laisse les coureurs sur les 2,5 derniers tours à parcourir se battre pour franchir la ligne en premier. Chris a déjà participé au keirin à divers événements, mais l'un de ses premiers grands succès a été remporté lors de l'épreuve de coupe du monde de Los Angeles en 2007, peu avant les championnats du monde. Sa victoire dans cette épreuve lui permit de valider son billet pour la discipline pour les championnats du monde 2007. Il y remporta son premier titre, devant son coéquipier Ross Edgar.
Ce fut une étape importante pour Hoy qui montrait qu'il avait ainsi le potentiel de devenir un pur sprinteur. Après les disciplines du kilomètre et de la vitesse par équipes, il pouvait prétendre à devenir l'un des meilleurs au monde dans la vitesse individuelle et le keirin.

### Record du monde de 2007

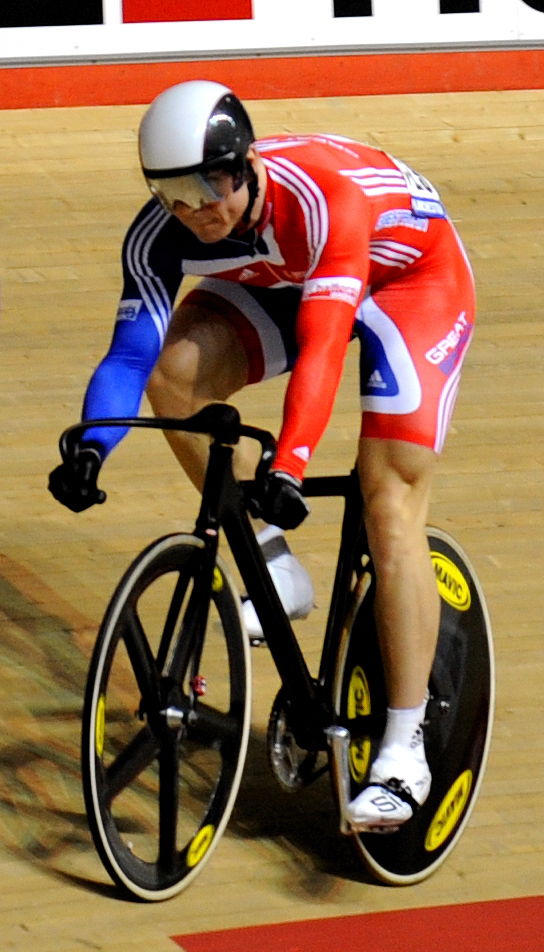
Hoy aux championnats du monde 2008 à Manchester.

Le 12 mai 2007, Hoy tente de battre le record du monde du kilomètre. Il le rate pour 0,005 secondes. Il établit un record du 500 m départ lancé de 24,758 secondes, une seconde de moins que le précédent record de 25,850. En 2008, à la surprise générale il élimine successivement Theo Bos triple champion du monde, Roberto Chiappa et le prometteur Kévin Sireau pour devenir champion du monde de vitesse, le premier britannique depuis 1954.

### Pékin 2008
En août 2008, il devient le premier athlète britannique depuis 100 ans à remporter trois médailles d'or en une seule édition des Jeux olympiques.
Il met d'abord fin à la domination française sur la vitesse par équipes avec ses coéquipiers Jason Kenny et Jamie Staff.

Puis lors du keirin, il remporte sa deuxième médaille d'or devant son coéquipier Ross Edgar.

Enfin, il atteint la finale de la vitesse individuelle sans la moindre défaite. Son adversaire est son jeune coéquipier, Jason Kenny. Hoy utilise son expérience pour battre Kenny, complétant sa moisson de titres olympiques.

### Saison sur piste 2008-2009
Il manque les championnats du monde de 2009 en raison d'une blessure provoquée à la suite d'une chute avec Kévin Sireau, lors de la dernière manche de la coupe du monde.

### Distinctions
Le 26 novembre 2008, Hoy est nommé Sportif de l'année par le Sports Journalists' Association of Great Britain.
Le 14 décembre 2008, Hoy est également nommé Sportif de l'année par BBC Sport. Il devance le pilote de Formule 1 Lewis Hamilton (champion du monde), et la nageuse Rebecca Adlington. Hoy devient alors le second cycliste à remporter cette distinction, le premier étant Tom Simpson en 1965.

### Jeux olympiques de 2012
Hoy est un ambassadeur des Jeux olympiques d'été de 2012 à Londres ainsi que le porte-drapeau de la Grande-Bretagne, et le Vélodrome national d'Écosse qui a été construit pour les jeux du Commonwealth 2014 à Glasgow porte son nom.
Le 2 août 2012, il remporte la finale de l'épreuve de cyclisme de vitesse par équipes, avec ses coéquipiers Philip Hindes et Jason Kenny. Il remporte une autre médaille d'or sur l'épreuve du Keirin.

### Sport automobile
Après avoir découvert la compétition automobile dans le championnat GT britannique en 2014 dans le but de participer aux 24 Heures du Mans 2016, il s'engage en European Le Mans Series 2015 au sein du Team LNT et remporte à deux reprises sa catégorie LMP3 à Silverstone et au Red Bull Ring.

### Vie personnelle
Hoy a quitté sa maison d'enfance en 2000 pour aller vivre dans un appartement situé à environ un kilomètre de ses parents. Il s'est marié à Sarra Kemp, une avocate d'Édimbourg de 28 ans, le 11 avril 2009. Ils vivent par la suite à Salford, à proximité du Vélodrome de Manchester. Ils ont un fils, Callum et une fille, Chloé.

### Reconversion
Depuis la fin de sa carrière de cycliste, il participe à de nombreuses compétitions de sport automobile. Il a notamment pris part à la Race of Champions 2015 au stade olympique de Londres, aux côtés de Romain Grosjean, en remplacement de Jorge Lorenzo qui s'est blessé après son titre en MotoGP. Il est également au départ des 24 Heures du Mans 2016, partageant une Ligier JS P2-Nissan avec Andrea Pizzitola et Michael Munemann. Il est le premier médaillé olympique d'été à concourir au Mans, le neuvième ancien olympien à y courir et le deuxième champion olympique à le faire, après le skieur alpin Henri Oreiller. Hoy et ses coéquipiers terminent la course au 17e rang et  à la 12e place de leur catégorie.
En 2016, il publie ses deux premiers livres de fiction pour enfants, sur un jeune cycliste appelé Flying Fergus.
En avril 2013, Hoy accepte la nomination d'ambassadeur auprès des cadets de la Royal Air Force et assume le rang de group captain honoraire de la Royal Air Force Volunteer Reserve. Il est aussi nommé ambassadeur d'UNICEF UK, après avoir été ambassadeur pour l'UNICEF depuis 2009.
Il annonce, en février 2024, être atteint d'un cancer de la prostate, diagnostiqué en 2023, et se dit « optimiste et positif » pour son avenir. En octobre 2024, il déclare que son cancer est incurable et qu'il ne lui reste que 2 à 4 ans à vivre.

## Palmarès

### Jeux olympiques
| Édition / Épreuve | Kilomètre | Keirin               | Vitesse individuelle | Vitesse par équipes                          |
| Sydney 2000       |           | DSQ (Qualifications) |                      | Argent (avec Craig MacLean et Jason Queally) |
| Athènes 2004      | Or        |                      |                      | 7e (avec Craig MacLean et Jamie Staff)       |
| Pékin 2008        |           | Or                   | Or                   | Or (avec Jason Kenny et Jamie Staff)         |
| Londres 2012      |           | Or                   |                      | Or (avec Jason Kenny et Philip Hindes)       |

### Championnats du monde
Chris Hoy a remporté 11 titres mondiaux depuis 2002, ce qui fait de lui, le Britannique le plus titré de l'histoire de la piste.
| Épreuve / Édition   | 1999   | 2000     | 2001   | 2002 | 2003   | 2004   | 2005   | 2006   | 2007   | 2008   | 2009 | 2010   | 2011   | 2012   |
| Vitesse             |        | 1er tour |        |      |        |        |        |        |        | Or     |      | 6e     | Argent | Bronze |
| Vitesse par équipes | Argent | Argent   | Bronze | Or   | Bronze | Bronze | Or     | Argent | Argent | Argent |      | Bronze | Argent | DSQ    |
| Keirin              |        |          |        |      |        |        |        |        | Or     | Or     |      | Or     | Argent | Or     |
| Kilomètre           |        |          |        | Or   | 4e     | Or     | Bronze | Or     | Or     |        |      |        |        |        |

### Coupe du monde
- 1999
  - 1er de la vitesse par équipes à Mexico (avec Craig MacLean et Jason Queally)
- 2001
  - 1er du kilomètre  à Cali
- 2002
  - 1er de la vitesse par équipes à Sydney (avec Andy Slater et Alwyn McMath)
  - 1er du kilomètre à Sydney
- 2003
  - 1er de la vitesse par équipes au Cap (avec Jamie Staff et Jason Queally)
  - 1er du kilomètre au Cap
- 2004
  - 1er de la vitesse par équipes à Sydney (avec Craig MacLean et Jamie Staff)
  - 1er de la vitesse par équipes à Manchester (avec Craig MacLean et Jamie Staff)
  - 1er du kilomètre à Sydney
- 2004-2005
  - 1er de la vitesse par équipes  à Manchester (avec Craig MacLean et Jason Queally)
  - 1er du kilomètre à Manchester
- 2005-2006
  - 1er de la vitesse par équipes à Manchester (avec Craig MacLean et Ross Edgar)
  - 1er du kilomètre à Manchester
- 2006-2007
  - Classement général du kilomètre
  - 1er du kilomètre à Manchester
  - 1er du kilomètre à Sydney
  - 1er de la vitesse par équipes à Sydney (avec Craig MacLean et Ross Edgar)
  - 1er de la vitesse par équipes à Los Angeles (avec Matthew Crampton et Jamie Staff)
  - 1er de la vitesse par équipes à Manchester (avec Craig MacLean et Ross Edgar)
  - 1er du keirin à Los Angeles
- 2007-2008
  - Classement général du keirin
  - 1er du keirin à Pékin
  - 1er du keirin à Copenhague
  - 1er du keirin à Sydney
- 2008-2009
  - 1er de la vitesse par équipes à Copenhague (avec Jamie Staff et Jason Kenny)
- 2009-2010
  - 1er du keirin à Manchester
  - 1er de la vitesse à Manchester
  - 1er de la vitesse par équipes à Manchester (avec Jamie Staff et Ross Edgar)
- 2010-2011
  - 1er du keirin à Melbourne
  - 1er du keirin à Manchester
  - 1er de la vitesse par équipes à Melbourne (avec Matthew Crampton et Jason Kenny)
  - 2e de la vitesse par équipes à Cali
  - 2e de la vitesse à Cali
  - 3e de la vitesse par équipes à Manchester
  - 3e de la vitesse à Manchester
- 2011-2012
  - Classement général de la vitesse
  - 1er de la vitesse à Astana
  - 1er de la vitesse à Londres
  - Classement général du keirin
  - 1er du keirin à Londres
  - 2e du keirin à Astana
  - 3e de la vitesse par équipes à Londres

### Championnats d'Europe
- Pruszków 2010
  -   Médaillé de bronze de la vitesse par équipes

### Championnats de Grande-Bretagne
- Champion de Grande-Bretagne de vitesse par équipes (13) : 1995, 1996, 1997, 1998, 2000, 2001, 2002, 2003, 2006, 2007, 2009, 2010 et 2011
- Champion de Grande-Bretagne du kilomètre : 2005 et 2006
- Champion de Grande-Bretagne de vitesse : 2009 et 2011
- Champion de Grande-Bretagne du keirin : 2009 et 2011

## Records
- Recordman du monde du 500 mètres départ lancé en 24,758 s le 13 mai 2007 à La Paz (Bolivie).